# Domingo Barnés Salinas
Domingo Barnés Salinas   (Sevilla, 1879 - Ciutat de Mèxic, 1940) fou un polític i pedagog espanyol, va ser ministre d'Instrucció Pública i Belles arts durant la Segona República Espanyola.

## Biografia
Membre de la segona generació de la Institución Libre de Enseñanza, o també «fills de Giner», va fer estudis de paidologia i es va dedicar a la política escolar. Precursor de l'educació per a la pau, va proposar una "carta mínima d'educació internacional". Va ser cap de redacció entre 1918 i 1920, succeint a Julián Juderías y Loyot, de la publicació hemerogràfica dirigida per l'institucionista Francisco López Acebal La Lectura (Revista de Ciencias y de Artes) (1901-1920), prestigiosa tribuna d'opinió d'un determinat sector de joves liberals. Aquesta revista, al costat de l'anterior La España Moderna (1889-1914) i la posterior Revista de Occidente (1923) van generar de forma depenent una editorial. Barnés, secretari i posteriorment director del Museu Pedagògic en substituir Manuel Bartolomé Cossío, va irradiar des d'aquest centre les idees i projectes institucionistes; i la seva labor en pro de l'educació es va veure plenament realitzada en ser professor de l'Escola d'Estudis Superiors de Magisteri, des d'on va culminar el seu projecte de signe reformista. Si Francisco Acebal va ser qui va crear i va fomentar a Madrid l'editorial "La Lectura C. de Velasco y Cia..", que ell mateix va dirigir, Domingo Barnés en va ser redactor, l'ànima veritable de l'editorial La Lectura, i la seva influència va aconseguir a les dues col·leccions que s'hi van publicar i que respectivament van respondre als principis institucionistes d'«educar» i «regenerar»: les «biblioteques» de Ciència i Educació que en les seves diverses seccions abordava el problema pedagògic i va aconseguir, amb eficàcia, satisfer les necessitats primordials de l'ensenyament; i Clásicos Castellanos, que eren edicions d'obres de la Literatura espanyola, però seguint la metodologia i el rigor filològic del Centro de Estudios Históricos, perquè els responsables d'aquestes edicions eren eminents filòlegs formats en aquest organisme institucionista i col·laboradors assidus. D'aquesta col·lecció van ser els seus promotors i animadors els dos deixebles més propers a Ramón Menéndez Pidal, membres de l'esmentada «escola lingüística espanyola»: Américo Castro i Tomás Navarro Tomás.
Domingo Barnés fou elegit diputat per Àvila a les eleccions generals espanyoles de 1931 pel Partit Republicà Radical Socialista i va ser Ministre d'Instrucció Pública entre setembre i desembre de 1933 i interí de Justícia entre novembre i desembre del mateix any. Va impulsar la creació en aquest mateix any de l'Escola Nacional d'Educació Física (ENEF), integrada a la Universitat de Madrid i dependent de la Facultat de Medicina i de la Secció de Pedagogia de la Facultat de Filosofia i Lletres. Els aspirants a ingressar-hi havien de tenir el títol de Batxiller o el de Mestres d'Ensenyament Primari. El 1933 també fou nomenat membre del Patronat de la Universitat Autònoma de Barcelona. En esclatar la guerra civil espanyola va romandre fidel a la República i fou nomenat novament ministre d'educació entre juliol i octubre de 1936. En acabar la guerra va exiliar-se a Mèxic, on va morir.
La depuració com a catedràtic pel bàndol franquista, sense lloc a procés contradictori algun, es va produir mitjançant Ordre Ministerial de febrer de 1939, al costat d'altres catedràtics:
| «                                                               | (castellà) ... se separa definitivamente por ser pública y notoria la desafección de los catedráticos universitarios que se mencionarán al nuevo régimen implantado en España, no solamente por sus actuaciones en las zonas que han sufrido y en las que sufren la dominación marxista, sino también por su pertinaz política antinacionalista y antiespañola en lso tiempos precedentes al Glorioso Movimiento Nacional. La evidencia de sus conductas perniciosas para el país hace totalmente inútiles las garantías procesales que, en otro caso constituyen la condición fundamental en todo enjuiciamiento, y por ello, este Ministerio ha resuelto separar definitivamente del servicio y dar de baja en sus respectivos escalafones a los señores: Luis Jiménez de Asúa, Fernando de los Ríos Urruti, Felipe Sánchez Román i José Castillejo Duarte, catedráticos de Derecho; José Giral Pereira, catedrático de Farmacia; Gustavo Pittaluga Fattorini i Juan Negrín López, catedráticos de Medicina; Blas Cabrera Felipe, catedrático de Ciencias; Julián Besteiro Fernández, José Gaos González-Pola y Domingo Barnés Salinas, catedráticos de Filosofía y Letras, todos ellos de la Universidad de Madrid. Pablo Azcárate Flórez, Demófilo de Buen Lozano, Mariano Gómez González i Wenceslao Roces Suárez, catedráticos excedentes de Derecho | (català) ... se separa definitivament per ser pública i notòria la desafecció dels catedràtics universitaris que s'esmentaran al nou règim implantat a Espanya, no solament per les seves actuacions a les zones que han sofert i en les quals sofreixen la dominació marxista, sinó també per la seva pertinaç política antinacionalista i antiespanyola en els temps precedents al Gloriós Moviment Nacional. L'evidència de les seves conductes pernicioses per al país fa totalment inútils les garanties processals que, en un altre cas constitueixen la condició fonamental en tot enjudiciament, i per això, aquest Ministeri ha resolt separar definitivament del servei i donar de baixa en els seus respectius escalafons als senyors:Luis Jiménez de Asúa, Fernando de los Ríos Urruti, Felipe Sánchez Román i José Castillejo Duarte, catedràtics de Dret; José Giral Pereira, catedràtic de Farmàcia; Gustavo Pittaluga Fattorini i Juan Negrín López, catedràtics de Medicina; Blas Cabrera Felipe, catedràtic de Ciències; Julián Besteiro Fernández, José Gaos y González-Pola i Domingo Barnés Salinas, catedràtics de Filosofia i Lletres, tots ells de la Universitat de Madrid. Pablo Azcárate Flórez, Demófilo de Buen Lozano, Mariano Gómez González i Wenceslao Roces Suárez, catedràtics excedents de Dret | » |
| — Ordre del 3 de febrer de 1939, Ministeri d'Educació Nacional. | | |   |

## Obres
- Fuentes para el estudio de la Paidología (1917)
- Escuelas al aire libre (1917)
- Influjo de la psicología en la pedagogía francesa (1921)
- Ensayos de Pedagogía y Filosofía
- El desenvolvimiento del niño
- La educación de la adolescencia (1930)